# Anomis lophognatha
Anomis lophognatha é uma mariposa da família Erebidae. Pode ser encontrada em Maurício, Madagascar e Reunião.